# Tipula clathrata
Tipula clathrata är en tvåvingeart som beskrevs av William George Dietz 1914. Tipula clathrata ingår i släktet Tipula och familjen storharkrankar. Inga underarter finns listade i Catalogue of Life.